# Buesaco (ort)
Buesaco är en ort i Colombia.   Den ligger i departementet Nariño, i den sydvästra delen av landet, 500 km sydväst om huvudstaden Bogotá. Buesaco ligger 1 770 meter över havet och antalet invånare är 4 177.
Terrängen runt Buesaco är huvudsakligen kuperad, men österut är den bergig. Runt Buesaco är det ganska glesbefolkat, med 47 invånare per kvadratkilometer. Närmaste större samhälle är Chachagüí, 14,2 km väster om Buesaco. Omgivningarna runt Buesaco är en mosaik av jordbruksmark och naturlig växtlighet.